# Doraemon: Nobita no Parallel Saiyūki
Série
Doraemon: Nobita to ryū no kishi
(1987) Doraemon: Nobita no Nippon tanjō
(1989)
Pour plus de détails, voir Fiche technique et Distribution.
Doraemon: Nobita no Parallel Saiyūki (のび太のパラレル西遊記) est un film japonais réalisé par Tsutomu Shibayama, sorti en 1988.

## Synopsis
Nobita et ses amis préparent un spectacle sur La Pérégrination vers l'Ouest. Pour le rendre plus authentique, ils utilisent la machine à voyager dans le temps de Doraemon pour rencontrer le véritable Roi Singe

## Fiche technique
- Titre : Doraemon: Nobita no Parallel Saiyūki
- Titre original : のび太のパラレル西遊記
- Titre anglais : Doraemon: The Record of Nobita's Parallel Visit to the West
- Réalisation : Tsutomu Shibayama
- Scénario : Fujiko F. Fujio d'après son manga
- Photographie :
- Montage :
- Production :
- Société de production : Shin-Ei Animation, Shōgakukan et TV Asahi
- Pays :  Japon
- Genre : Animation, aventure, comédie, fantasy et science-fiction
- Durée : 90 minutes
- Dates de sortie : 
  - Japon : 12 mars 1988

## Doublage
- Nobuyo Ōyama : Doraemon
- Michiko Nomura : Shizuka Minamoto
- Kaneta Kimotsuki : Suneo Honegawa
- Kazuya Tatekabe : Takeshi Goda
- Sachiko Chijimatsu : la mère de Nobita
- Eriko Hara : la princesse
- Masaru Ikeda : le moine Sanzō
- Toshio Ishii : l'ordinateur
- Takkō Ishimori : le roi aux cornes d'or
- Masayuki Katō : le père de Nobita
- Seizō Katō : le roi aux cornes d'argent
- Yōko Kuri : la reine à l'éventail de fer
- Yūko Mizutani : Linlei
- Keiichi Nanba : Motohira-kun
- Hidekatsu Shibata : le roi-démon taureau
- Sumiko Shirakawa : Hidetoshi Dekisugi
- Ryōichi Tanaka : le professeur
- Keiko Yokozawa : Dorami

## Box-office
Le film a récolté 21,1 millions de dollars au box-office